# Clausius-Mossotti-Gleichung
Die Clausius-Mossotti-Gleichung verknüpft die makroskopisch messbare Größe Permittivitätszahl {\displaystyle \varepsilon _{\mathrm {r} }} mit der mikroskopischen (molekularen) Größe elektrische Polarisierbarkeit {\displaystyle \alpha }. Sie ist benannt nach den beiden Physikern Rudolf Clausius und Ottaviano Fabrizio Mossotti und lautet:
{\displaystyle P_{m}={\frac {\varepsilon _{\mathrm {r} }-1}{\varepsilon _{\mathrm {r} }+2}}{\frac {M_{m}}{\rho }}={\frac {N_{\mathrm {A} }}{3\,\varepsilon _{0}}}\alpha }
Dabei ist
- {\displaystyle P_{m}} die molare Polarisation (ihre Einheit ist die eines molaren Volumens, also z. B. m3/mol)
- {\displaystyle M_{m}} die molare Masse (in kg/mol)
- {\displaystyle \rho } die Dichte (in kg/m3)
- {\displaystyle N_{\mathrm {A} }} die Avogadrokonstante
- {\displaystyle \varepsilon _{0}=8{,}854\,187\,812\,8\,(13)\cdot 10^{-12}~{\frac {\mathrm {As} }{\mathrm {Vm} }}} die Dielektrizitätskonstante oder Permittivität im Vakuum.

Die Gleichung gilt für unpolare Stoffe ohne permanentes Dipolmoment, d. h., es gibt nur induzierte Dipole (Verschiebungspolarisation). Für Stoffe mit permanenten Dipolen wird die Debye-Gleichung verwendet, die neben der Verschiebungspolarisation auch die Orientierungspolarisation berücksichtigt.

## Definitionen
Die makroskopische Polarisation {\displaystyle {\vec {P}}} ist die Summe aller induzierten Dipolmomente {\displaystyle {\vec {p}}_{\text{ind}}} geteilt durch das betrachtete Volumen (die Polarisation ist die Dipolmomentdichte):
{\displaystyle {\vec {P}}=N{\vec {p}}_{\text{ind}}=N\alpha {\vec {E}}_{\text{lokal}}}
wobei {\displaystyle N} die Teilchenzahldichte, {\displaystyle \alpha } Polarisierbarkeit, {\displaystyle {\vec {E}}_{\text{lokal}}} lokale elektrische Feldstärke am Ort des Atoms/Moleküls.
Die makroskopisch messbaren Größen elektrische Suszeptibilität {\displaystyle \chi } bzw. die Permittivitätszahl {\displaystyle \varepsilon _{\mathrm {r} }} stellen den Zusammenhang zwischen der Polarisation und dem E-Feld her:
{\displaystyle {\vec {P}}=\chi \varepsilon _{0}{\vec {E}}=\left(\varepsilon _{\mathrm {r} }-1\right)\varepsilon _{0}{\vec {E}}}
Man erhält durch Gleichsetzen folgende Gleichung:
{\displaystyle \left(\varepsilon _{\mathrm {r} }-1\right)\varepsilon _{0}{\vec {E}}=N\alpha {\vec {E}}_{\text{lokal}}}
Um weiterführende Aussagen machen zu können, muss das lokale Feld bestimmt werden.
Nebenbemerkung: Für verdünnte Gase beeinflussen sich die induzierten Dipole nicht, das lokale Feld ist gleich dem angelegten äußeren Feld  {\displaystyle {\vec {E}}_{\text{lokal}}={\vec {E}}}  und daraus:
{\displaystyle \varepsilon _{\mathrm {r} }-1={\frac {N}{\varepsilon _{0}}}\alpha }

## Herleitung
Für ein Dielektrikum höherer Dichte ist das lokale Feld ungleich dem angelegten äußeren Feld, da in der Nähe befindliche induzierte Dipole auch ein elektrisches Feld aufbauen,
{\displaystyle {\vec {E}}_{\text{lokal}}={\vec {E}}-{\vec {E}}_{\text{P}}+{\vec {E}}_{\text{mikro}}}
Hierbei ist
- {\displaystyle {\vec {E}}} das von außen angelegte elektrische Feld + auf Dielektrikum-Oberfläche erzeugtes Polarisationsfeld (Entelektrisierungsfeld)
- {\displaystyle {\vec {E}}_{\text{P}}=-{\vec {P}}/(3\varepsilon _{0})} das Feld der Polarisationsladungen auf der Oberfläche einer fiktiven Kugel um das betrachtete Molekül (Lorentzfeld) (Berechnung siehe weiter unten)
- {\displaystyle {\vec {E}}_{\text{mikro}}} das exakte elektrische Feld der mikroskopischen Dipole in der Kugel

Die zugrundeliegende Idee ist, den Kontinuumsbeitrag {\displaystyle {\vec {E}}_{\text{P}}}
einer Kugel mit Radius {\displaystyle R} zu subtrahieren und durch den exakten Beitrag {\displaystyle {\vec {E}}_{\text{mikro}}}
zu ersetzen. Diese Strategie führt zum Ziel, weil eine algebraische
Rechnung für kubische Kristallgitter {\displaystyle {\vec {E}}_{\text{mikro}}=0} liefert. Dies ist zumindest auch für 
Gase, Flüssigkeiten und amorphe Substanzen eine plausible Arbeitshypothese.
Dies ergibt ein lokales E-Feld
{\displaystyle {\vec {E}}_{\text{lokal}}={\vec {E}}+{\frac {1}{3\varepsilon _{0}}}{\vec {P}}={\vec {E}}+{\frac {\left(\varepsilon _{\mathrm {r} }-1\right)\varepsilon _{0}}{3\varepsilon _{0}}}{\vec {E}}={\frac {\varepsilon _{\mathrm {r} }+2}{3}}{\vec {E}}}
Eingesetzt in obige Gleichung:
{\displaystyle \left(\varepsilon _{\mathrm {r} }-1\right)\varepsilon _{0}{\vec {E}}=N\alpha {\frac {\varepsilon _{\mathrm {r} }+2}{3}}{\vec {E}}}
Umstellen liefert:
{\displaystyle {\frac {\varepsilon _{\mathrm {r} }-1}{\varepsilon _{\mathrm {r} }+2}}={\frac {N\alpha }{3\varepsilon _{0}}}}
Bzw. nach {\displaystyle \varepsilon _{r}} aufgelöst:
{\displaystyle \varepsilon _{\mathrm {r} }=1+\chi _{e}=1+{\frac {3N\alpha }{3\varepsilon _{0}-N\alpha }}}
Nun kann man noch die Teilchendichte {\displaystyle N} durch makroskopisch messbare Größen ausdrücken (Dichte {\displaystyle \rho }, molare Masse {\displaystyle M_{m}} und Avogadrokonstante {\displaystyle N_{\mathrm {A} }}):
{\displaystyle N={\frac {N_{A}\rho }{M_{m}}}}
Einsetzen liefert die Clausius-Mossotti-Gleichung:
{\displaystyle {\frac {\varepsilon _{\mathrm {r} }-1}{\varepsilon _{\mathrm {r} }+2}}{\frac {M_{m}}{\rho }}={\frac {N_{\mathrm {A} }}{3\varepsilon _{0}}}\alpha }
Bzw. nach {\displaystyle \varepsilon _{\mathrm {r} }} aufgelöst:
{\displaystyle \varepsilon _{\mathrm {r} }=1+\chi _{e}=1+{\frac {3N_{\mathrm {A} }\rho \alpha }{3M_{m}\varepsilon _{0}-N_{\mathrm {A} }\rho \alpha }}}

## Lorentz-Lorenz-Gleichung
Die Lorentz-Lorenz-Gleichung ist eine andere Form der Clausius-Mossotti-Gleichung, die sich aus dieser ergibt, wenn man das Ergebnis der elektromagnetischen Wellengleichung {\textstyle \varepsilon _{\mathrm {r} }=n^{2}} einsetzt. Die Lorentz-Lorenz-Gleichung hat ihren Namen von dem dänischen Mathematiker und Wissenschaftler Ludvig Lorenz, selbige 1869 publizierte, und dem holländischen Physiker Hendrik Lorentz, der sie unabhängig davon ableitete und 1878 veröffentlichte.
Die Lorentz-Lorenz-Gleichung lautet demnach:
{\displaystyle {\frac {n^{2}-1}{n^{2}+2}}={\frac {N\alpha }{3\varepsilon _{0}}}}
Die Gleichung ist wie die Clausius-Mossotti-Gleichung auch näherungsweise gültig für homogene Festkörper als auch für Flüssigkeiten.
Für die meisten Gase gilt {\displaystyle n^{2}\approx 1}, weshalb sich näherungsweise ergibt, dass
{\displaystyle n^{2}-1\approx {\frac {N\alpha }{\varepsilon _{0}}}}
und mit Hilfe von {\displaystyle {n^{2}-1}\approx 2(n-1)}
{\displaystyle n-1\approx {\frac {N\alpha }{2\varepsilon _{0}}}}
Diese Formel ist anwendbar für Gase unter Normaldruck. Der Brechungsindex {\displaystyle n} des Gases kann dann mit Hilfe der Molrefraction {\displaystyle A} als
{\displaystyle n\approx {\sqrt {1+{\frac {3Ap}{RT}}}}}
ausgedrückt werden, mit dem Druck des Gases {\displaystyle p}, {\displaystyle R} ist die Gaskonstante, und {\displaystyle T} die (absolute) Temperatur, die zusammen die Teilchenzahldichte {\displaystyle N} bestimmen. Dementsprechend gilt {\displaystyle N=N_{\mathrm {A} }\cdot c}, mit {\displaystyle c} der molaren Konzentration. Setzt man für {\displaystyle n} den komplexen Brechungsindex {\displaystyle m=n+ik}, mit dem Absorptionsindex {\displaystyle k}, ein, so ergibt sich:
{\displaystyle m\approx 1+c{\frac {N_{\mathrm {A} }\cdot \alpha }{2\varepsilon _{0}}}}
Demgemäß ist der Imaginärteil, also der Absorptionsindex, proportional zur molaren Konzentration
{\displaystyle k\approx c{\frac {N_{\mathrm {A} }\cdot \alpha ''}{2\varepsilon _{0}}}}
und damit zur Absorbanz. Dementsprechend lässt sich das Beer’sche Gesetz aus der Lorentz-Lorenz-Gleichung ableiten. Die Änderung des Brechungsindex in verdünnten Lösungen ist damit ebenfalls näherungsweise proportional zur molaren Konzentration.

## Berechnung des Lorentzfeldes
Die in der obigen Herleitung verwendete Größe {\displaystyle {\vec {E}}_{\text{P}}=-{\vec {P}}/(3\varepsilon _{0})},
das elektrischen Feld am Mittelpunkt einer fix polarisierten Kugel mit Radius {\displaystyle R} (ohne polarisierendes externes Feld!), lässt sich relativ einfach erhalten.
Zur Polarisation {\displaystyle {\vec {P}}} in {\displaystyle z}-Richtung gehört eine Flächenladung {\displaystyle \left|{\vec {P}}\right|z/R} auf der Kugeloberfläche {\displaystyle R^{2}=x^{2}+y^{2}+z^{2}}.
Das von dieser Ladung erzeugte elektrische Feld am Mittelpunkt ist
{\displaystyle \left|{\vec {E}}_{P}\right|=-\int \mathrm {d} \Omega R^{2}{\frac {\left|{\vec {P}}\right|z/R}{4\pi \epsilon _{0}R^{2}}}{\frac {z}{R}}=-{\frac {\left|{\vec {P}}\right|}{\epsilon _{0}}}\int {\frac {\mathrm {d} \Omega }{4\pi }}{\frac {z^{2}}{R^{2}}}=-{\frac {\left|{\vec {P}}\right|}{3\epsilon _{0}}}\int {\frac {\mathrm {d} \Omega }{4\pi }}{\frac {x^{2}+y^{2}+z^{2}}{R^{2}}}=-\left|{\vec {P}}\right|/\left(3\epsilon _{0}\right).}
Der Faktor {\displaystyle z/R} im ersten Integral selektiert die Feldkomponente in {\displaystyle z}-Richtung. Das Integral {\displaystyle \int \mathrm {d} \Omega R^{2}...} erstreckt sich über die Oberfläche und lässt sich schreiben als Mittelung {\displaystyle \int d\Omega /4\pi ...} über den Raumwinkel {\displaystyle \Omega }.